# فرودگاه بین‌المللی آرویو باریل
فرودگاه بین‌المللی آرویو باریل (به انگلیسی: Arroyo Barril International Airport) یک فرودگاه همگانی مسافربری با کد یاتا ABX است که یک باند فرود آسفالت دارد و طول باند آن ۱٬۳۰۰ متر است. این فرودگاه در کشور جمهوری دومینیکن قرار دارد و در ارتفاع ۱۷٫۵ متری از سطح دریا واقع شده‌است.

## شرکت‌های هواپیمایی و مقصدهای پروازی
| شرکت‌های هواپیمایی  | مقصدهای پروازی                               |
| ------------------ | -------------------------------------------- |
| ایر چاینا          | پکن، بایون گوآنگجو، کونمینگ چانگشوی، شنژن بن |
| هواپیمایی شرقی چین | شانگهای پودنگ                                |
| سیچوان ایرلاینز    | چنگدو شوانگلیو، کوانژو جینجیانگ              |